# Joaquín Sáenz Cembrano
Joaquín Saénz Cembrano (Sevilla, 29 de diciembre de 1931 - Sevilla, 20 de julio de 2017) fue un pintor y cartelista español. 

## Biografía
Joaquín Sáenz empezó a dibujar con solo 13 años en la imprenta de su padre, el pintor sevillano Joaquín Sáenz, la conocida "Gráficas del Sur" y allí instaló su primer taller de pintura. De hecho, una de las grandes series de pinturas son la de la Imprenta , que refleja el día a día del negocio familiar.
Recibió clases en la Escuela de Artes y Oficios y fue como oyente a la Escuela de Bellas Artes asistiendo a clases de Miguel Pérez Aguilera.
En 1978, los miembros de la Peña Flamenca de Palma del Río le proponen hacer su primer cartel. A partir de ahí, llegaron carteles para la primera Bienal de Flamenco de Sevilla en 1980, la Semana Santa de 1992, la Feria de Abril de 1993 y la de la temporada taurina para la Real Maestranza de Caballería de 1995.
Su pintura estaba basado en la técnica impresionista, aunque se pueden ver trazos de cubismo. Eminentemente paisajista urbano, también destacó sus series sobre Conil, sus playas y huertas o sobre el río Guadalquivir.
Joaquín Sáenz pintaba de pie, algo que dejó de hacer cuando en 2002 le operaron de una pierna, intervención que luego le acarreó una ceguera que terminó con su carrera como pintor. Desde 2016, el pintor estaba prácticamente postrado en su casa. Falleció el 20 de julio de 2017 y fue enterrado en el cementerio de San Fernando.